# Normandia (Roraima)
Normandia – miasto i gmina w Brazylii, w stanie Roraima. Znajduje się w mezoregionie Norte de Roraima i mikroregionie Nordeste de Roraima.